# Heterophaea barbata
Heterophaea barbata – gatunek ważki z rodziny Euphaeidae; jedyny przedstawiciel rodzaju Heterophaea. Stwierdzony jedynie na kilku stanowiskach w północno-wschodniej części filipińskiej wyspy Luzon.